# Haruichi Shindo

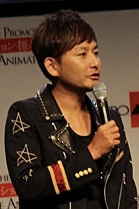
Haruichi Shindō em 2013 na Anime Expo

Haruichi Shindo (Innoshima, Hiroshima, 20 de setembro de 1974), também conhecido como Ak.Homma, é um cantor japonês.